# Grand Lake-Gagetown
Circonscription électorale provinciale du Canada
Grand Lake-Gagetown est une ancienne circonscription électorale provinciale du Nouveau-Brunswick de 2006 à 2014. Elle est dissoute au sein des circonscriptions de Fredericton-Grand Lac et de Gagetown-Petitcodiac.

## Liste des députés
|  | Eugene McGinley | Libéral                   | 2006 - 2010 |
|  | Ross Wetmore    | Progressiste-conservateur | 2010 - 2014 |

## Résultats électoraux
| Élections générales néo-brunswickoises de 2006 |                           |                       |       |        |     |
|                                                | Parti                     | Candidat              | Votes | %      | ± % |
|                                                | Libéraux                  | Eugene McGinley       | 3524  | 48,7 % | *   |
|                                                | Progressiste-conservateur | Jack Carr             | 3301  | 45,6 % | *   |
|                                                | Néo-Démocrate             | Helen Marie Partridge | 411   | 5,7 %  | *   |

| Élections générales néo-brunswickoises de 2010 |                           |                 |       |         |     |
|                                                | Parti                     | Candidat        | Votes | %       | ± % |
|                                                | Libéraux                  | Ross Wetmore    | 3190  | 44,73 % | *   |
|                                                | Progressiste-conservateur | Barry Armstrong | 2118  | 29,70 % | *   |
|                                                | Alliance des gens         | Kris Austin     | 1416  | 19,85 % | *   |
|                                                | Néo-Démocrate             | J.R. Magee      | 234   | 3,28 %  | *   |
|                                                | Vert                      | Sandra Burtt    | 174   | 2,44 %  | *   |